# Czapłyne
Czapłyne (ukr. Чаплине) – osiedle typu miejskiego na Ukrainie, w obwodzie dniepropetrowskim, w rejonie synelnykowskim. W 2025 liczyło 2905 mieszkańców, spośród których 2755 posługiwało się językiem ukraińskim.
24 sierpnia 2022, podczas agresji na Ukrainę, rosyjska armia ostrzelała miejscową stację kolejową oraz budynki mieszkalne, w wyniku czego życie straciło 25 cywilów, w tym 2 dzieci, a 31 odniosło rany.